# Harpendyreus marungensis
Harpendyreus marungensis är en fjärilsart som beskrevs av James John Joicey och Talbot 1924. Harpendyreus marungensis ingår i släktet Harpendyreus och familjen juvelvingar. Inga underarter finns listade i Catalogue of Life.